# St. Nikolaus (Neuötting)

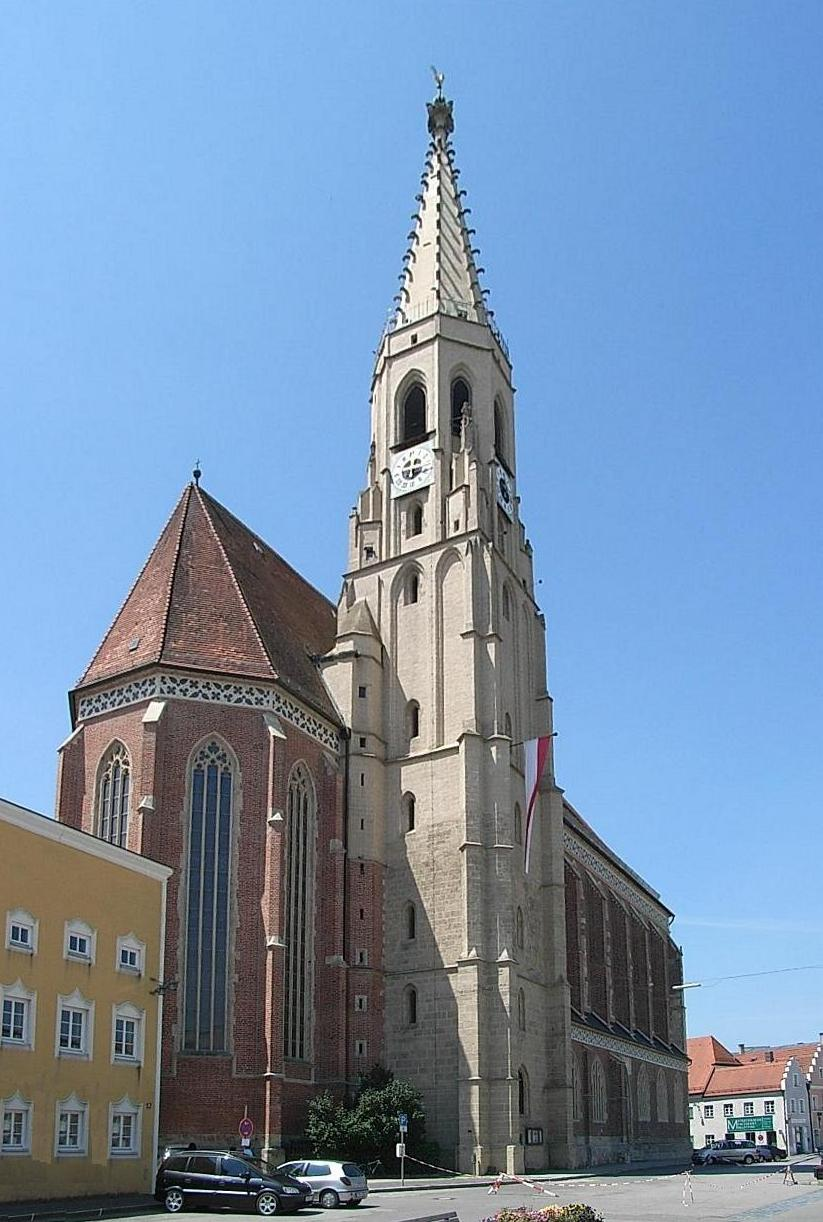
Stadtpfarrkirche St. Nikolaus

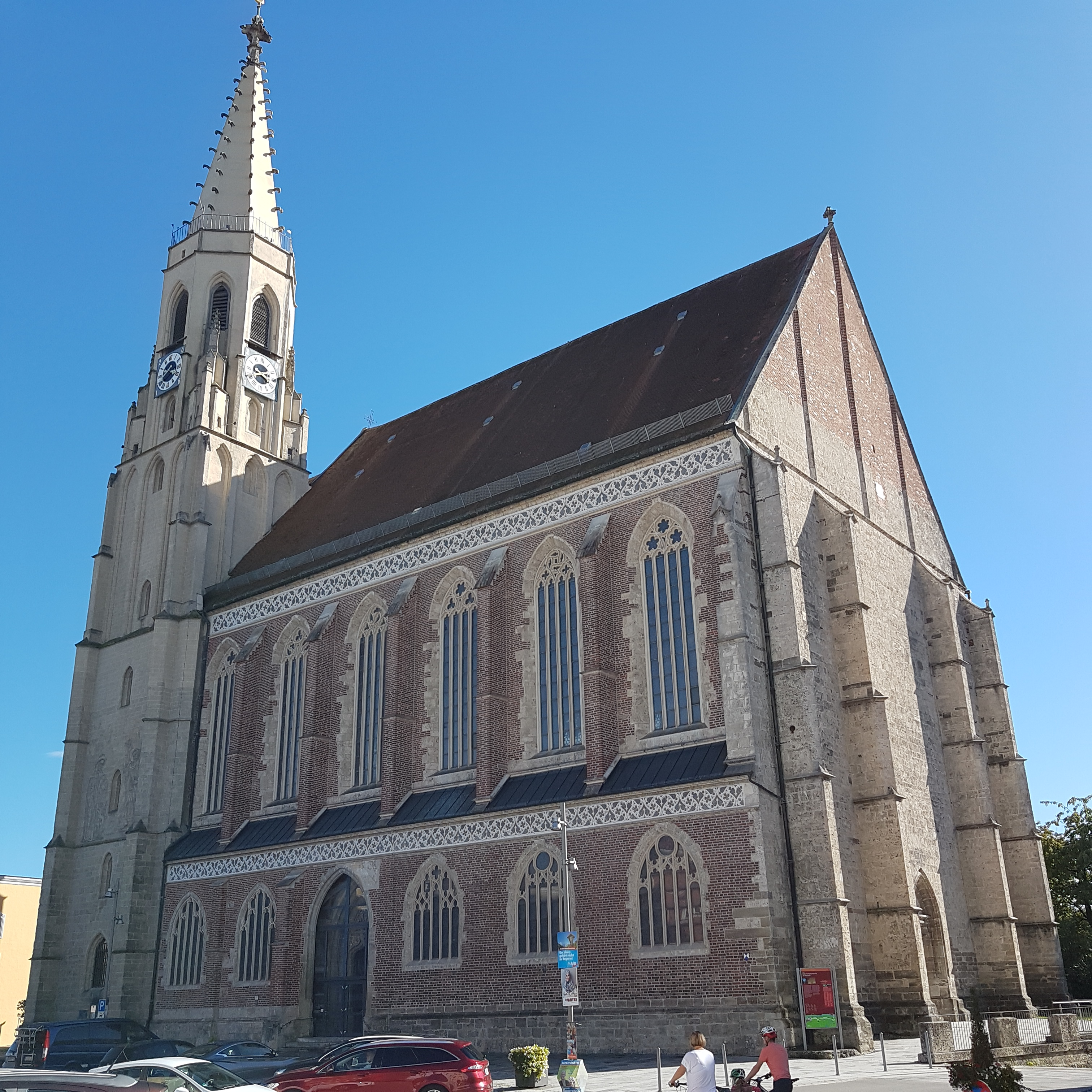
Kirche vom Landshuter Tor

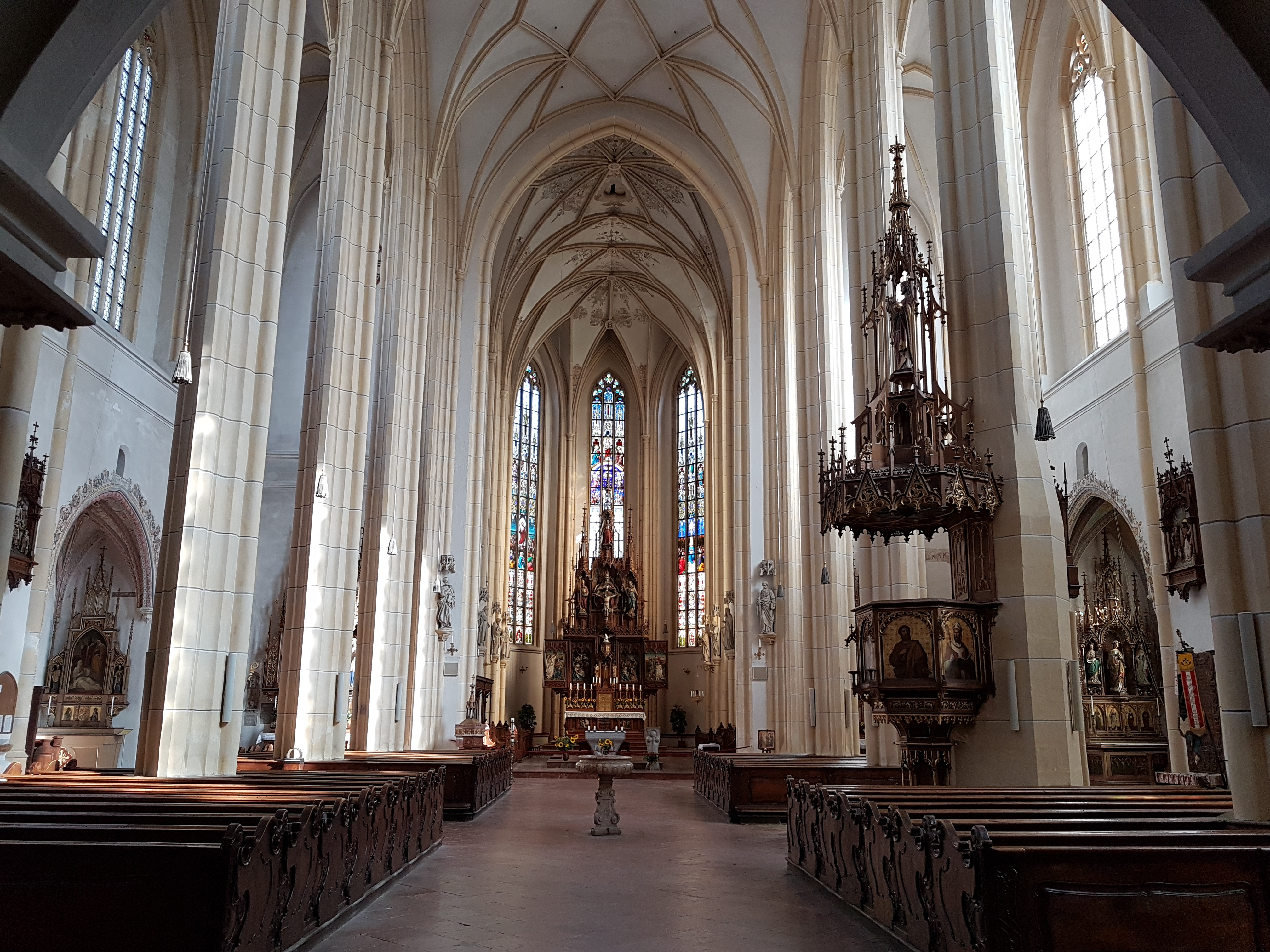
Innenraum

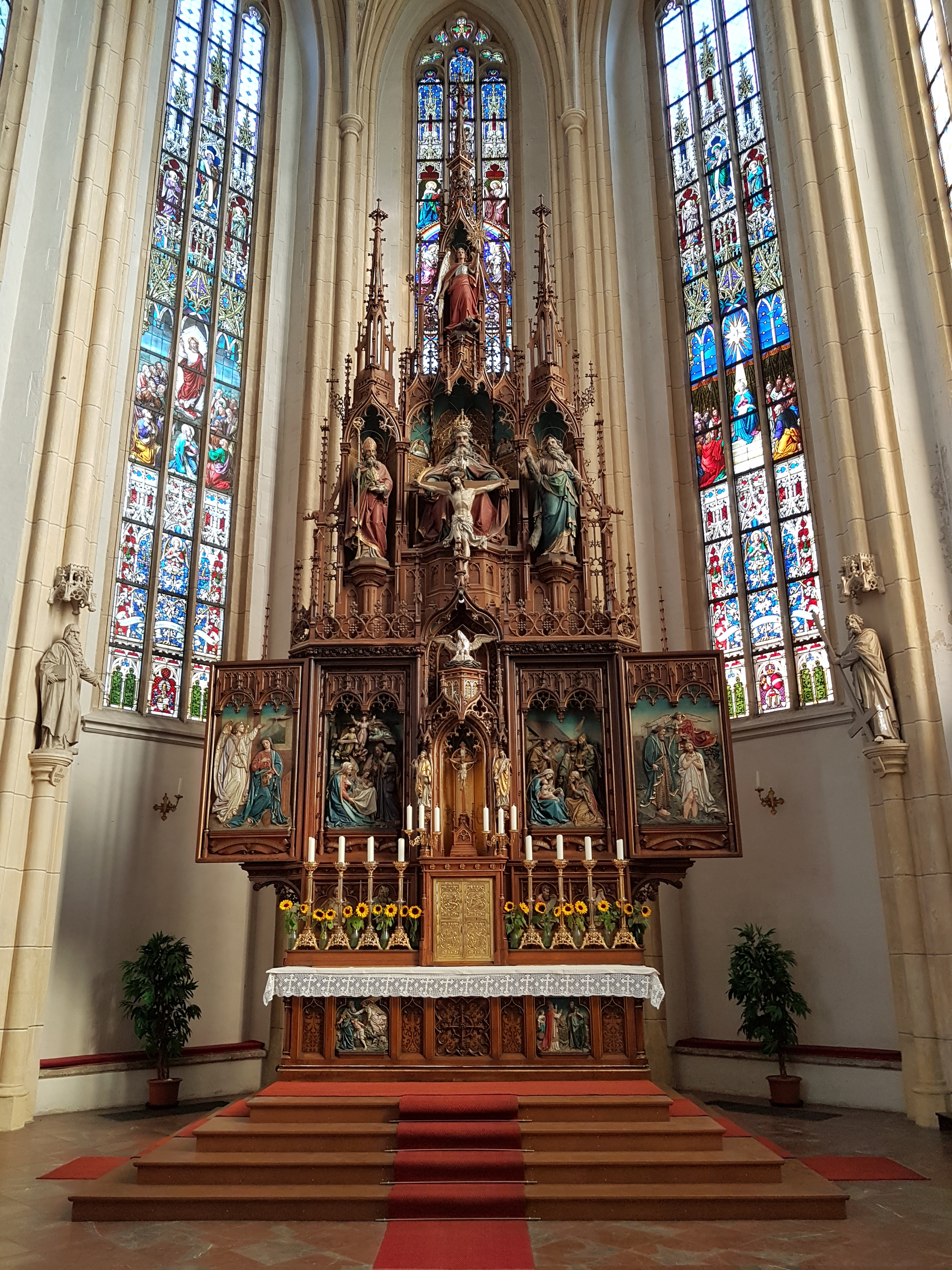
Hochaltar

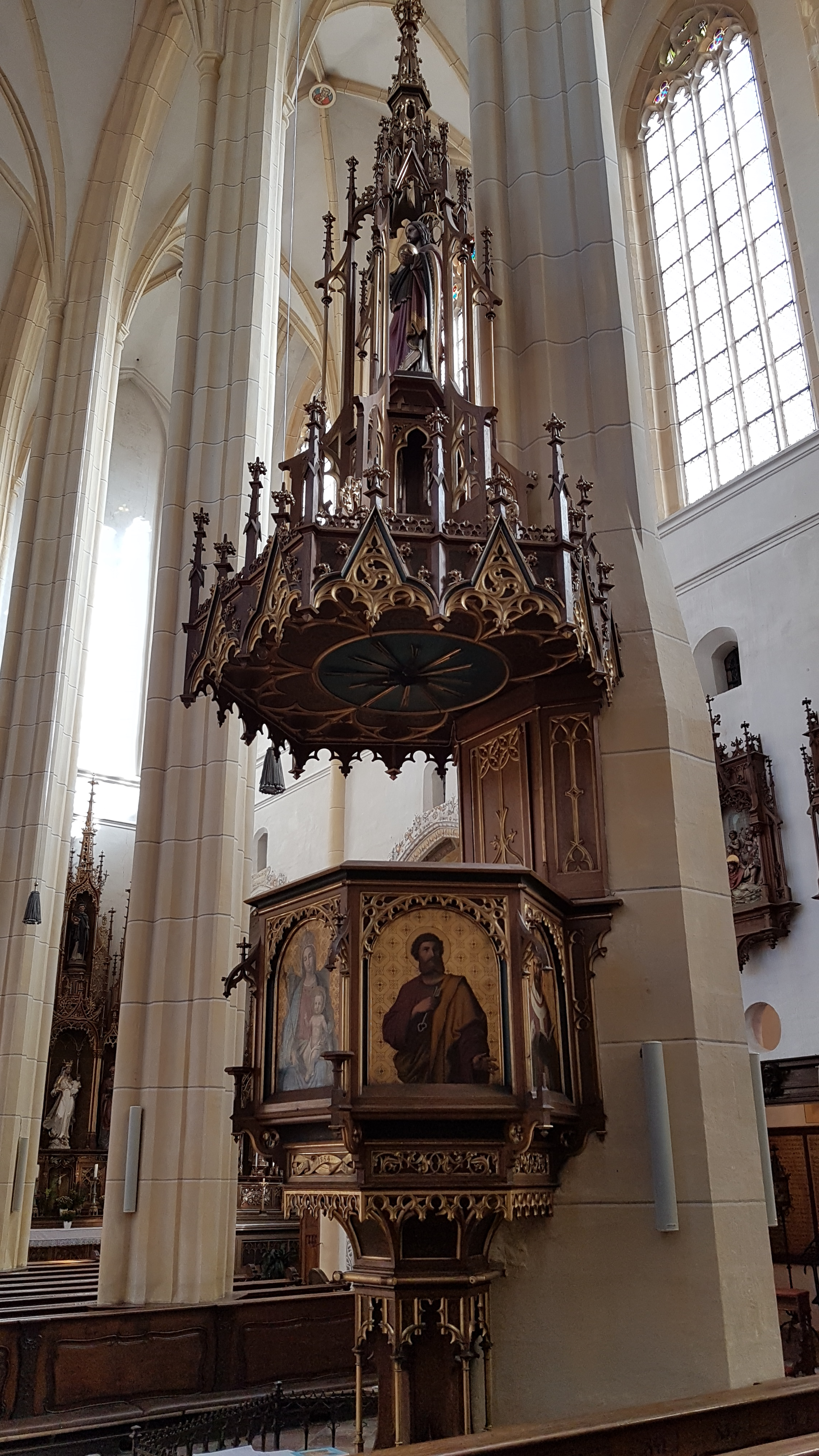
Kanzel

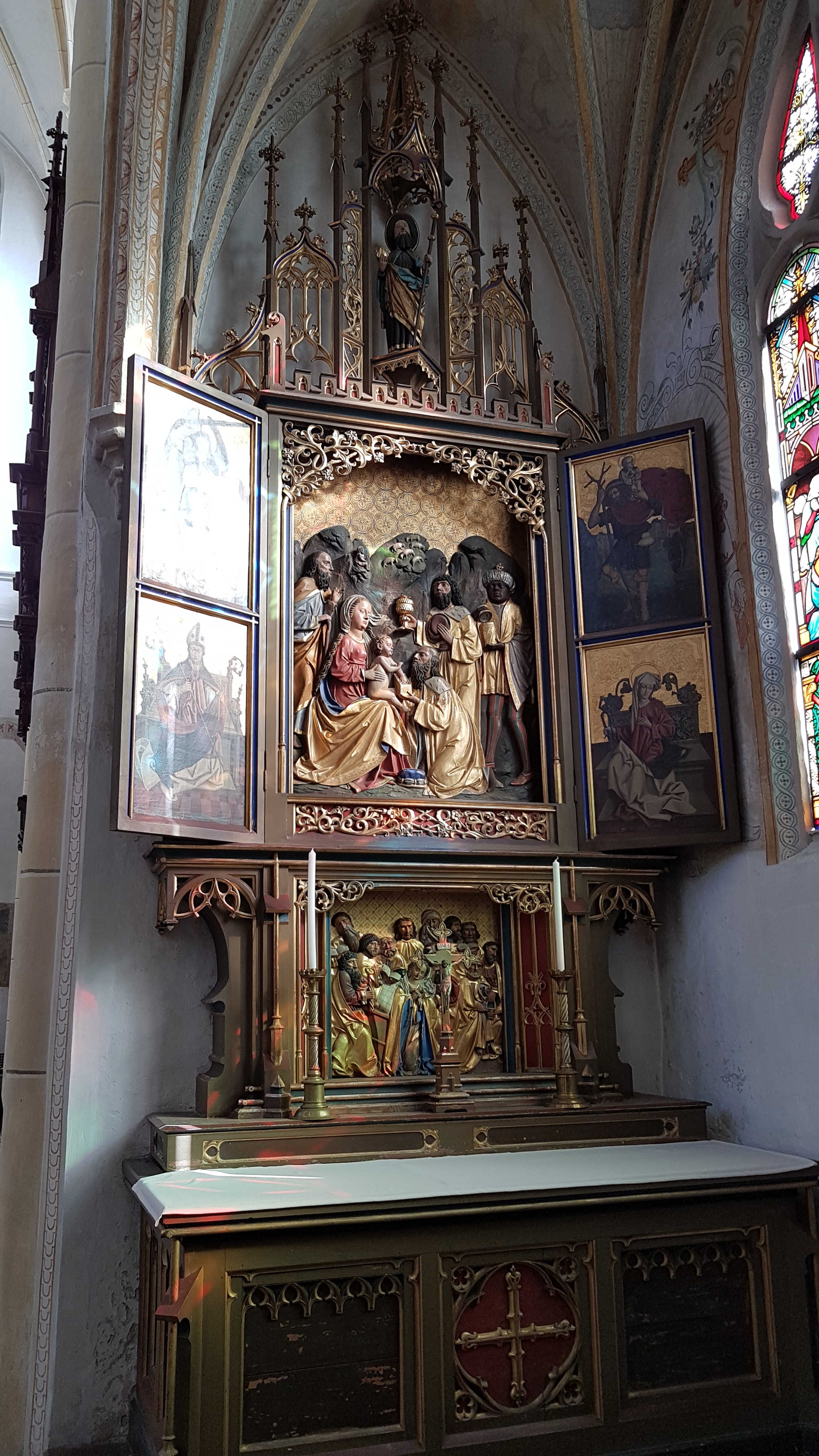
Altar im südlichen Seitenschiff

St. Nikolaus ist die römisch-katholische Stadtpfarrkirche von Neuötting in Bayern. Die spätgotische Hallenkirche wurde überwiegend unter der Leitung von Hans von Burghausen von 1410 bis 1492 errichtet. Das Gebäude ist denkmalgeschützt.

## Baugeschichte
Begonnen wurde mit der Kirche, laut Inschrift am Sakristei-Türbogen, mit dem Chor im Jahr 1410. Weiterhin kamen beim ersten Bauabschnitt von 1410 bis 1429 der 78 Meter hohe Turm an der Nordflanke des Chores und die erste Kapelle an der Südseite hinzu. Auf Grund ausgeschöpfter Geldmittel der Bürgerschaft konnten im zweiten Bauabschnitt (1430–1446) lediglich zwei Kapellen auf der Nordseite angebaut werden. Die Mittel dazu kamen von Stiftern. Dann ruhten für 14 Jahre die Arbeiten an der Kirche. Der dritte Bauabschnitt umfasst zeitlich gesehen die Jahre 1460 bis 1480 und räumlich die mittleren Kapellen auf der Südseite, einschließlich des Südportals. Danach ruhten wieder für vier Jahre die Arbeiten an der Kirche. Ab dem Jahr 1484 bis 1492 wurde der Bau mit der Errichtung des Hauptschiffs, der Seitenschiffe und der hinteren Kapellen vollendet. Aus finanziellen Gründen konnten die Schiffe in gotischer Zeit nicht mehr eingewölbt werden. Dies geschah erst 1622, dabei erhielt das Mittelschiff Spätrenaissance-Stuckierungen, die bei der Regotisierung wieder abgeschlagen wurden. Zuvor hatte die Kirche im Langhaus lediglich hölzerne Flachdecken. Bei der Innenrestaurierung von 1974 bis 1984 wurden die Gewölbefresken aus der Renaissancezeit (die 1878 durch einen Sternenhimmel ersetzt worden waren) in den Kirchenschiffen und den Seitenkapellen wieder hergestellt. Eine Außenrestaurierung erfolgte nach 1998, dabei wurden die gotischen Maßwerkfriese in Traufhöhe restauriert.

## Äußeres
Die Pfarrkirche ist ein hoch aufragender, das gesamte Stadtbild dominierender Backsteinbau mit Werksteingliederungen. Zwischen den Kapellen- und Hochfenstern ist der Bau mit Strebepfeilern gegliedert. Der Turm ist ein schlank proportioniertes Bauwerk mit oktogonalem Obergeschoss und krabbenbesetztem Spitzhelm. Die schmucklose Außengestaltung des Langhauses (vor allem der Westseite) ist darauf zurückzuführen, dass die Stadtkirche nach langwieriger Baugeschichte endlich nutzbar und die Finanzen weitgehend erschöpft waren.

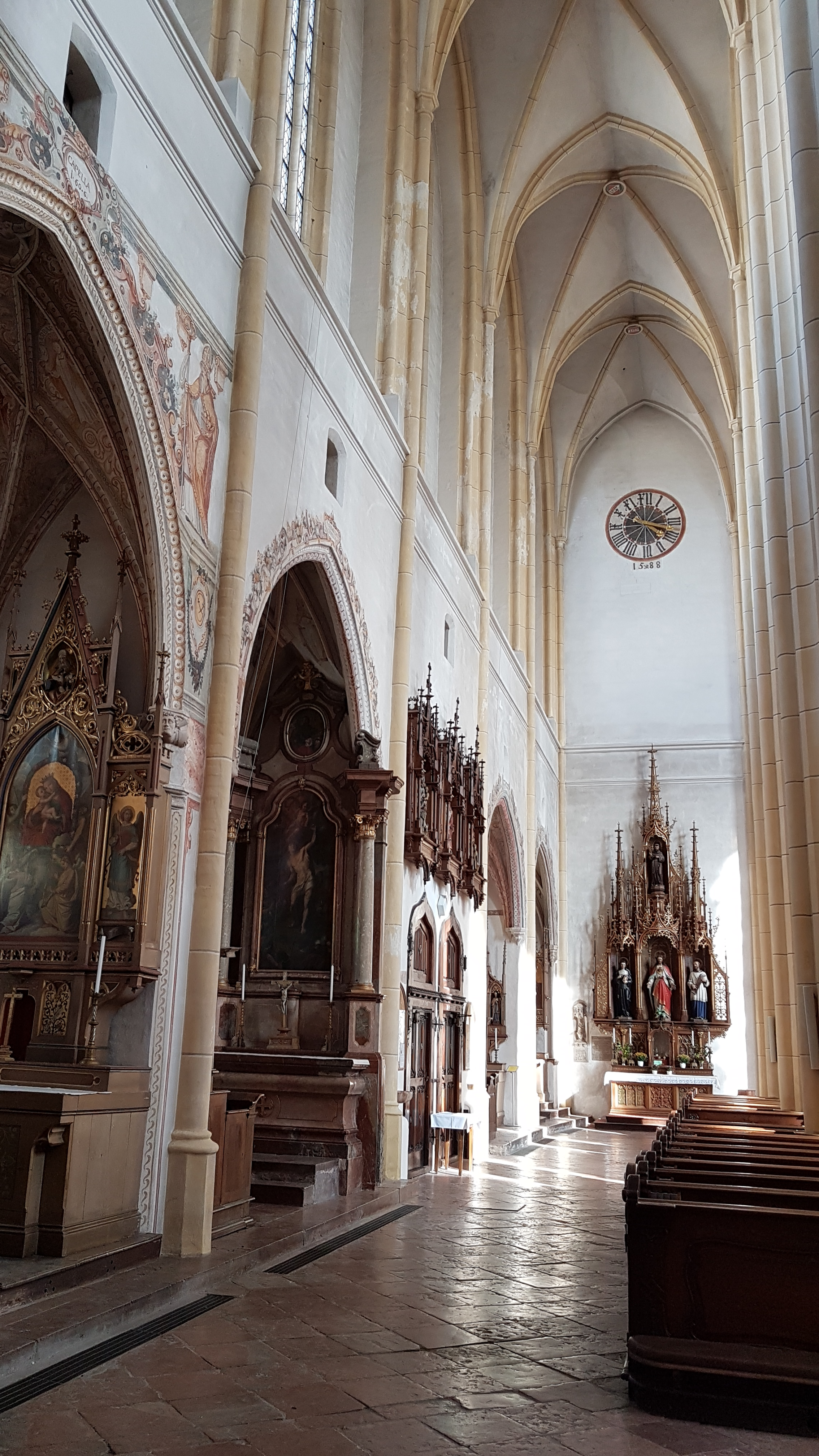
Blick durchs nördliche Seitenschiff

## Inneres
Die Kirche, die innen 49 m lang, 22,5 m hoch und 21 m breit ist, besitzt einen dreijochigen, etwas breiteren Chor mit einem schmäleren Langjoch, und ein sechsjochiges, dreischiffiges Langhaus mit integrierten schmalen niedrigen Seitenkapellen. Die steile Proportionierung der Räume wird durch die Regotisierung betont, ist jedoch wie bei anderen Bauwerken des Hans von Burghausen bereits in den mittelalterlichen Raumteilen angelegt und wird durch die extrem schlanken, reich profilierten Pfeiler mit kämpferlosen Scheidbögen wirkungsvoll unterstrichen.
Die Kirche besitzt Werke aus jeder Kunstepoche: aus der Renaissance (1600–1622) die Ausgestaltung der Kapellen und das Hauptschiff-Gewölbe statt der Holzdecke, aus dem Barock den Orgelprospekt auf der Westempore, aus der Rokokozeit das Kirchengestühl, das Weihwasserbecken und den Sebastianikapellen-Altar, sowie aus der Zeit des Historismus die Kanzel, den Hochaltar und die Seitenschiff-Altäre. 

### Altäre

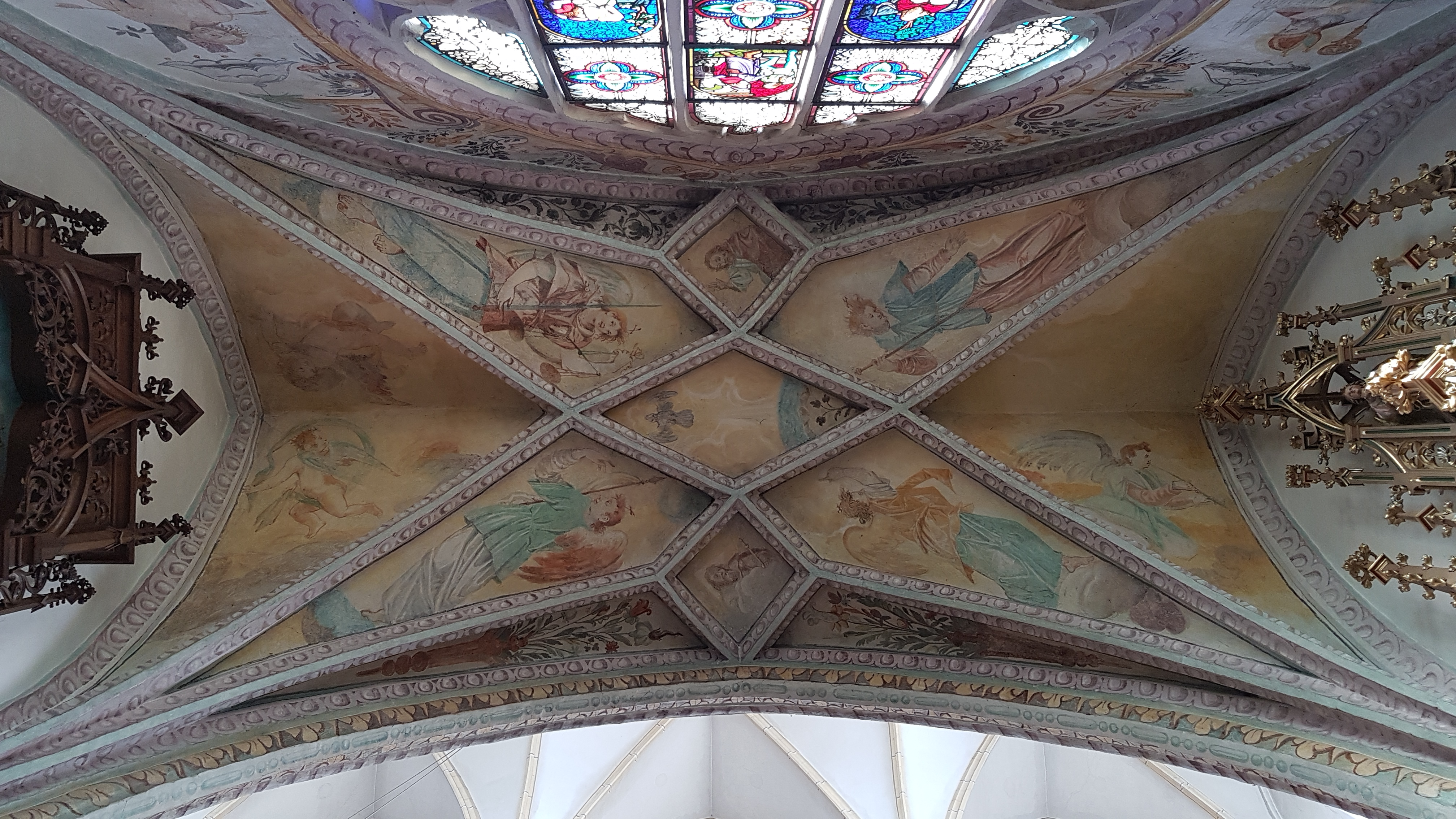
Seitenkapellen-Gewölbe

Der Hochaltar von 1896 ist das künstlerisch wertvollste Werk der Regotisierung und fügt sich mit den Glasmalereien der Mayer’schen Hofkunstanstalt in München aus den Jahren 1897–1910 in die Gesamtwirkung des gotischen Chors ein. Drei weitere Altäre sind in den Jahren 1882/83 entstanden. Die geschnitzten, steinfarbigen Apostelstatuen im Chor wurden 1896 von Karl Georg Huber aus München geschaffen.

### Seitenkapellen
Die elf Seitenkapellen (fünf auf der Nordseite und sechs auf der Südseite) sind durch ihre bei der Renovierung von 1974 bis 1984 freigelegten Renaissance-Gewölbefresken (um 1600) und die neugotische Ausstattung (Altäre, große künstlerisch wertvolle Kreuzweg-Reliefbilder und Beichtstühle) geprägt. In der Kapelle der Schmerzhaften Muttergottes (gegenüber vom Nordportal) steht eine ausdrucksvolle Pietà.
Auf der Nordseite sind in der östlichen Heilig-Kreuz-Kapelle zwei spätgotische Altarbilder der Heiligen Achatius und Sigismund hervorzuheben.

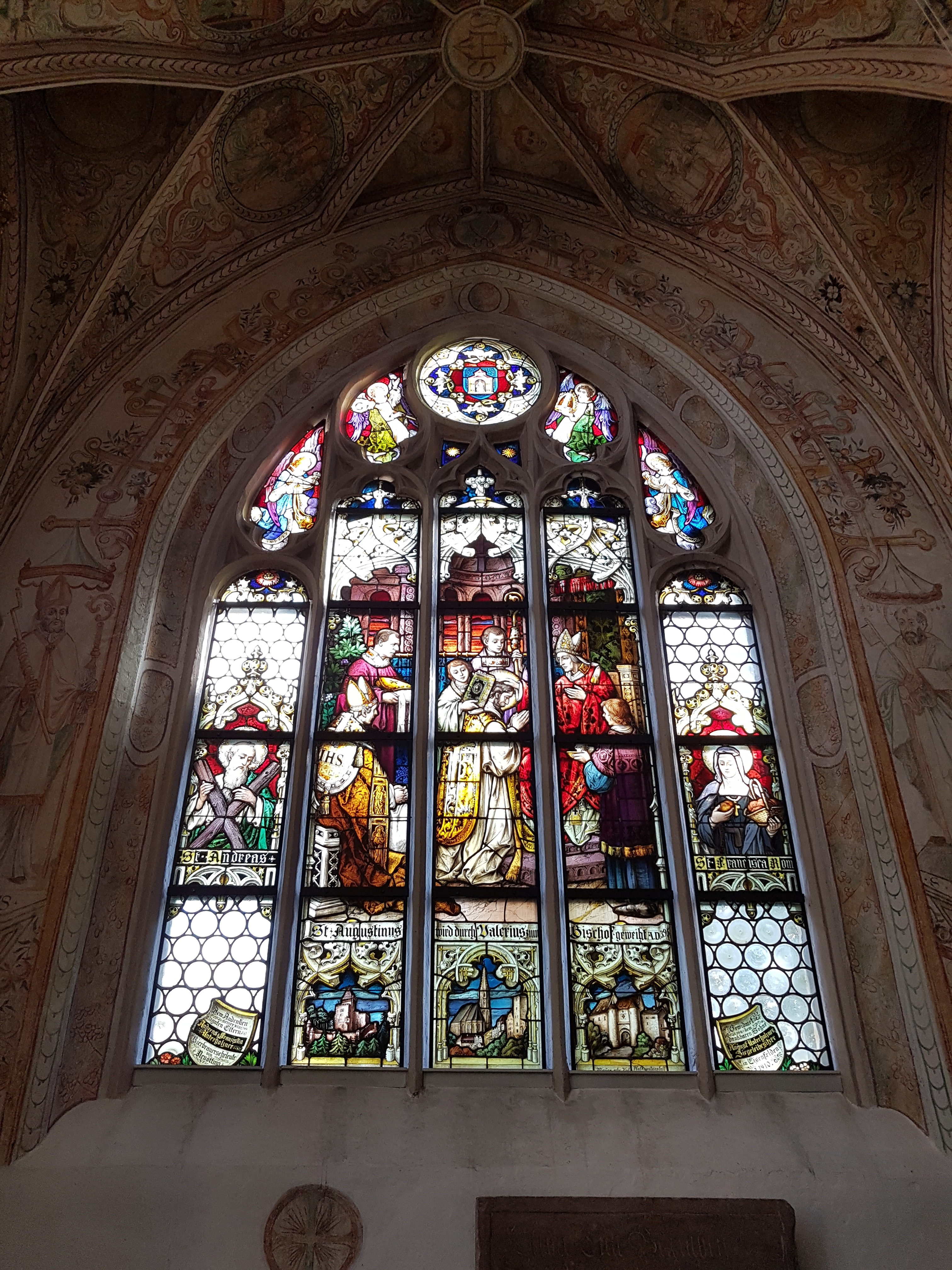
Glasmalerei

### Kanzel und Gestühl
Der Kanzelpfeiler stammt aus der gotischen Erstausstattungsphase; ähnlich wie in St. Martin in Landshut und in St. Stephan in Braunau ist die Treppe in den Pfeilerkern aufgenommen. Die Tür stammt von 1563, der Korb und der Schalldeckel sind neugotisch (1854).
Das Chorgestühl ist neugotisch und stammt aus dem Jahr 1884. Das Kirchengestühl mit Türchen ist eine fein geschnitzte Arbeit im Rokokostil mit Wappenintarsien.

### Glasmalereien
Die kunstvoll im neugotischen Stil bemalten Fenster im Chor und die meisten Fenster in den Seitenkapellen wurden von der Mayer’schen Hofkunstanstalt in den Jahren 1897 bis 1910 geschaffen.

### Gedenksteine
Im Chor ist ein feingearbeitetes Renaissance-Epitaph für Bernhard Bogner († 1588) mit einer frühen Stadtansicht von Neuötting in der unteren Szene erhalten.
An der Ostwand des nördlichen Seitenschiffs ist eine Nachbildung des Gedenksteins in Landshut mit dem Porträt des Baumeisters Hans von Burghausen angebracht, die hier fälschlicherweise mit „Stethaimer“ bezeichnet ist.

### Orgel

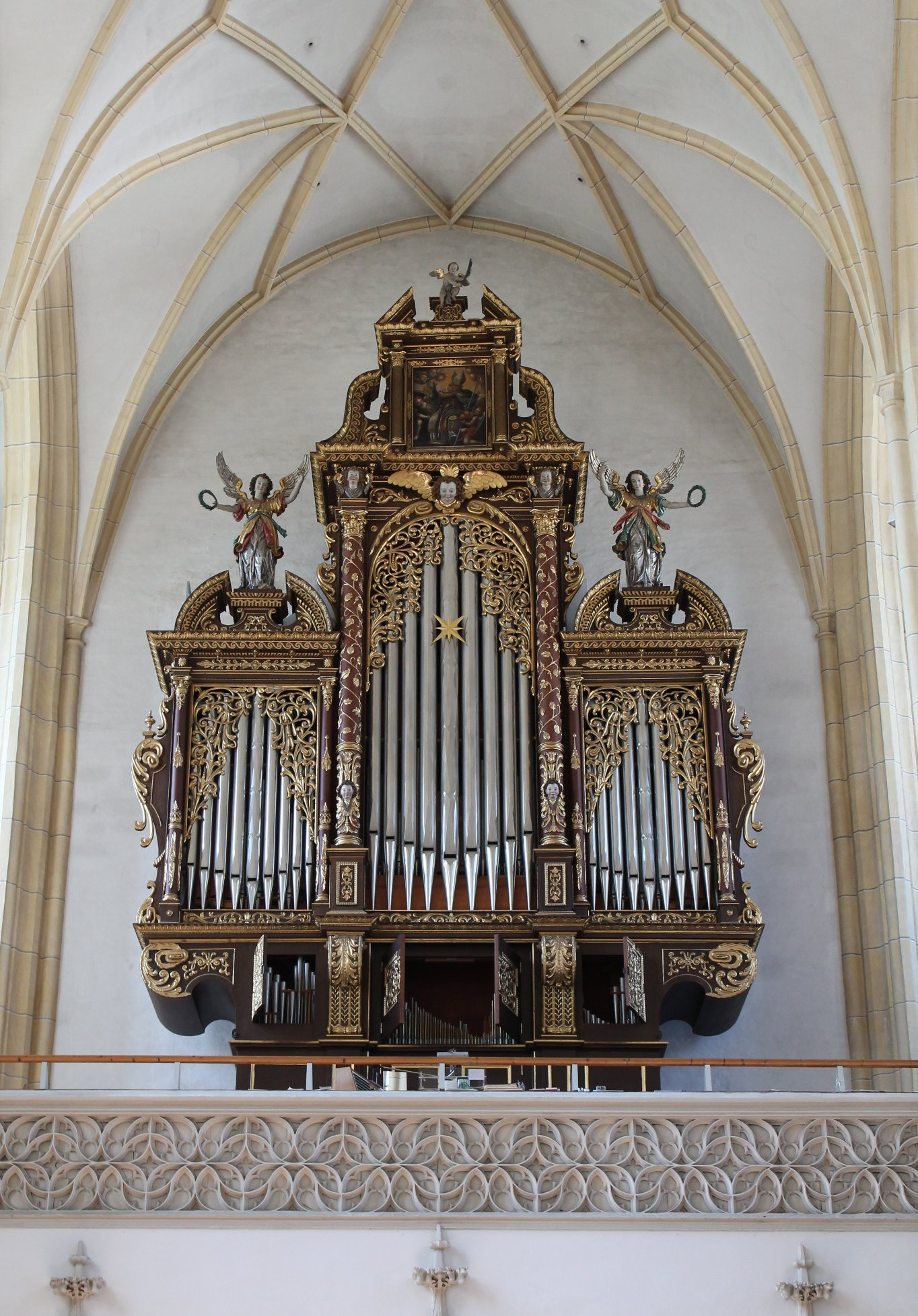
Die Orgel

Das Orgelwerk im barocken Prospekt von 1642 wurde 1980 von Gerhard Schmid gebaut. Es hat 49 Register verteilt auf vier Manuale und Pedal. Die Disposition lautet:
| I Kleinpedal (schwellbar) |        |
| Rohrgedackt0              | 08′    |
| Quinte                    | 5 1⁄3′ |
| Prinzipal                 | 04′    |
| Terz                      | 3 1⁄5′ |
| Septime                   | 2 ⁄7′  |
| Waldflöte                 | 02′    |
| Mixtur V                  | 2 ⁄3′  |
| Trompete                  | 08′    |

| II Hauptwerk |       |
| Prinzipal    | 16′   |
| Prinzipal    | 08′   |
| Hohlflöte    | 08′   |
| Gemshorn     | 08′   |
| Oktave       | 04′   |
| Koppelflöte0 | 04′   |
| Spitzquinte  | 2 ⁄3′ |
| Oktave       | 02′   |
| Kornet       | 08′   |
| Mixtur V     | 1 ⁄3′ |
| Trompete     | 08′   |

| III Brustwerk (schwellbar) |       |
| Holzgedackt                | 08′   |
| Rohrflöte                  | 04′   |
| Kleinpommer0               | 02′   |
| Oktave                     | 01′   |
| Cymbel III                 | 01⁄2′ |
| Regal                      | 16′   |
| Krummhorn                  | 08′   |
| Tremulant                  |       |

| IV Schwellwerk |        |
| Bordun         | 16′    |
| Tibia          | 08′    |
| Gamba          | 08′    |
| Weidenpfeife0  | 08′    |
| Oktave         | 04′    |
| Traversflöte   | 04′    |
| Nasat          | 2 ⁄3′  |
| Blockflöte     | 02′    |
| Terz           | 1 3⁄5′ |
| Quint          | 1 ⁄3′  |
| Septime        | 1 ⁄7′  |
| Pleinjeu       | 02′    |
| Basson         | 16′    |
| Klarinette     | 08′    |
| Schalmey       | 04′    |
| Tremulant      |        |

| Pedal        |         |
| Prinzipal    | 16′     |
| Subbaß       | 16′     |
| Quintbaß     | 10 2⁄3′ |
| Oktavbaß     | 08′     |
| Flötbaß      | 08′     |
| Großterz     | 6 2⁄5′  |
| Großseptime0 | 4 ⁄7′   |
| Posaune      | 16′     |

- Nebenregister: Cymbelstern, Schellencymbel
- Koppeln: I/P, II/P, III/P, IV/P, I/II, III/II, IV/II, IV/III
- Spielhilfen: Tutti, Zungen ab, Auslöser, 6fache Setzerkombination
- Anmerkungen: Schleiflade, mechanische Spiel- und elektrische Registertraktur, Barockprospekt von 1642

## Glocken
Das heutige Bronzegeläute stammt aus der Erdinger Glockengießerei Karl Czudnochowsky aus dem Jahr 1949 und erklingt in Schlagtonfolge h0 - dis1 - fis1 - gis1.
- St. Nikolaus Glocke (41,5 Ztr.), Inschrift: „vivos voco“, (die Lebenden rufe ich) und „Ehre sei Gott in der Höhe“.
- St. Marien Glocke (19 Ztr.), Inschrift: „Mortuos plango“ (die Toten beklage ich) und „Maria, Königin des Friedens, bitte für uns“.
- St. Florian Glocke (10,5 Ztr.), Inschrift: „Fulgura frango“ (die Blitze breche ich) und „Fliehet ihr feindlichen Mächte“.
- St. Josephs Glocke (8 Ztr.), Inschrift: „Heiliger Joseph, Schutzpatron der Kirche, bitte für uns“.